# P–59 Airacomet
A P–59 Airacomet volt az Egyesült Államok első sugárhajtású vadászrepülőgépe. A gépet a Bell Aircraft Corporation fejlesztette ki és gyártotta a második világháború alatt. Az Egyesült Államok hadserege nem volt elégedett a gép teljesítményével, és felmondta a szerződést, amikor a megrendelt mennyiség kevesebb mint a fele kikerült a gyártószalagról. Ámbár a P–59 nem került ki csapatszolgálatra, kikövezte az utat az amerikai sugárhajtású repülőgépek újabb generációja előtt. Ez volt az első sugárhajtású vadászrepülőgép, melynél a motorok és a levegő beömlő nyílások a törzs integráns részét képezték.

## Tervezés és fejlesztés
Henry H. Arnold az amerikai légierő tábornoka 1941. áprilisában a Gloster E.28/39 repülőgép bemutatóján szerzett tudomást arról, hogy Nagy-Britannia sugárhajtású repülőgépek fejlesztési programjával rendelkezik. A programot már az előző évben megemlítették részletezés nélkül a Tizzard-misszió keretein belül, mely a hadiipari tudományos technikai fejlesztésekkel kapcsolatos információcserére alakított angol delegáció volt az Egyesült Államokban. Arnold megkérte az angoloktól a repülőgép Power Jets W.1 típusú hajtóművének a tervdokumentációját és meg is kapta. Szeptember 4-én a hajtómű amerikai verziójának gyártására ajánlatot tett a General Electric vállalatnak. Következő nap Lawrence Dale Bell-lel, a Bell Aircraft Corporation fejével találkozott és megbízta egy olyan vadászrepülőgép fejlesztésével, melybe a hajtóművet építenék be. Bell beleegyezett és három prototípus építését kezdte meg. Dezinformációs céllal az USAAF P–59A kódnevet adta a programnak, azt sugallva, hogy ez a korábban törölt, teljesen más Bell XP–59 vadászrepülőgép program továbbfejlesztése. A tervezési munkák 1942. január 9-én fejeződtek be és megkezdődött a gyártás. Márciusban jóval a prototípus elkészülte előtt további 13 YP–59A sorozatgyártás előtti gépet adtak hozzá a szerződéshez.

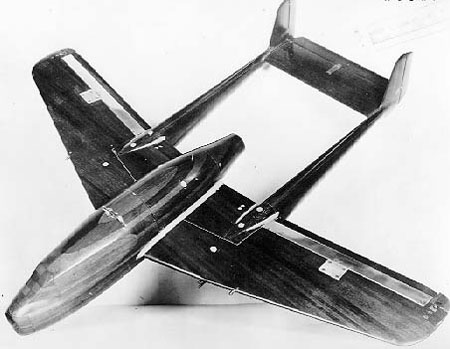
Bell XP–59 szélcsatorna modell. Az eredeti tolókégcsavaros terv.

1942. szeptember 12-én érkezett meg az első XP–59A a hadsereg kaliforniai Muroc repülőterére, (jelenleg Edwards légitámaszpont) gyakorlás és tesztelés céljából. Mialatt a földi gurulópróbák folytak, a repülőgépre egy ál-légcsavart szereltek megtévesztés céljából. A repülőgépet először október 1-jén emelte magasba Laurence Craigie ezredes egy nagysebességű gurulópróba során. A következő hónapokban a három XP–59A sok próbarepülést teljesített, melyek folyamán egész sor hibára derült fény: a motorok lassan reagáltak a teljesítmény változtatásra, megbízhatatlanul működtek (ez általános volt az összes korai sugárhajtóműnél), nem volt kielégítő a keresztirányú stabilitás és a gépek teljesítménye messze volt az elvárásoktól. Chuck Yeager is repült a gépekkel, elégedetlen volt a sebességgel, viszont lenyűgözte a repülés simasága. Mindezek ellenére, mielőtt az YP–59 gépeket leszállították volna, az USAAF 80 darab P–59A Airacomet típusjelzésű sorozatgyártású gépet rendelt.

## Próbasorozat

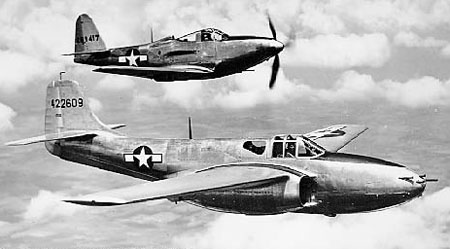
P–59A (szériaszáma 44-22609, az első sorozatban gyártott A modell) és P–63 (szériaszáma 42-69417) repülés közben.

A 13 operatív tesztre szánt YP–59A sokkal erősebb hajtóművel rendelkezett mint elődje, ennek ellenére a teljesítmény-javulás elhanyagolható volt: legnagyobb sebessége csak mintegy nyolc km/h-val lett nagyobb. A harmadik legyártott YP–59A gépet (szériaszáma 42-22611) az angol Királyi légierőnek szállították le cserébe az első sorozatgyártású Gloster Meteor I vadászgépért. A brit pilóták az általuk már repült sugárhajtású gépekhez képest nagyon kedvezőtlennek ítélték meg. (Ugyancsak alulmaradt az összehasonlításban a légcsavaros P–51 Mustangal szemben is). Két YP–59A-t a haditengerészet is kapott, itt azonban rövidesen úgy értékelték, hogy az YF2L–1 új kódnéven regisztrált vadászgép tökéletesen alkalmatlan repülőgép-hordozó szolgálatra. A Bell összesen 50 sorozatgyártású Airacometet készített el, 20 P–59A-t és 30 P–59B-t. Mindkét típus fegyverzete egy 37 mm-es gépágyú 44 lőszerrel és három 12,7 mm kaliberű géppuska egyenként 200 lőszerrel volt. A P–59B gépeket a 412. vadászrepülő ezred kapta, hogy az Army Air Force pilótái ismerkedjenek a sugárhajtású gépek vezetésével és teljesítményével.  Bár a P–59 nem volt nagyon sikeres, a típus lehetőséget adott arra, hogy az USAAF kipróbálja a sugárhajtású gépek kezelését és kiszolgálását és felkészüljön a hamarosan megjelenő sokkal fejlettebb típusok fogadására.

## Műszaki adatok (P–59A)
- Személyzet: 1 fő
- Hossz: 11,63 m
- Fesztáv: 13,87 m
- Magasság: 3,76 m
- Szárnyfelület: 35,9 m²
- Üres tömeg: 3600 kg

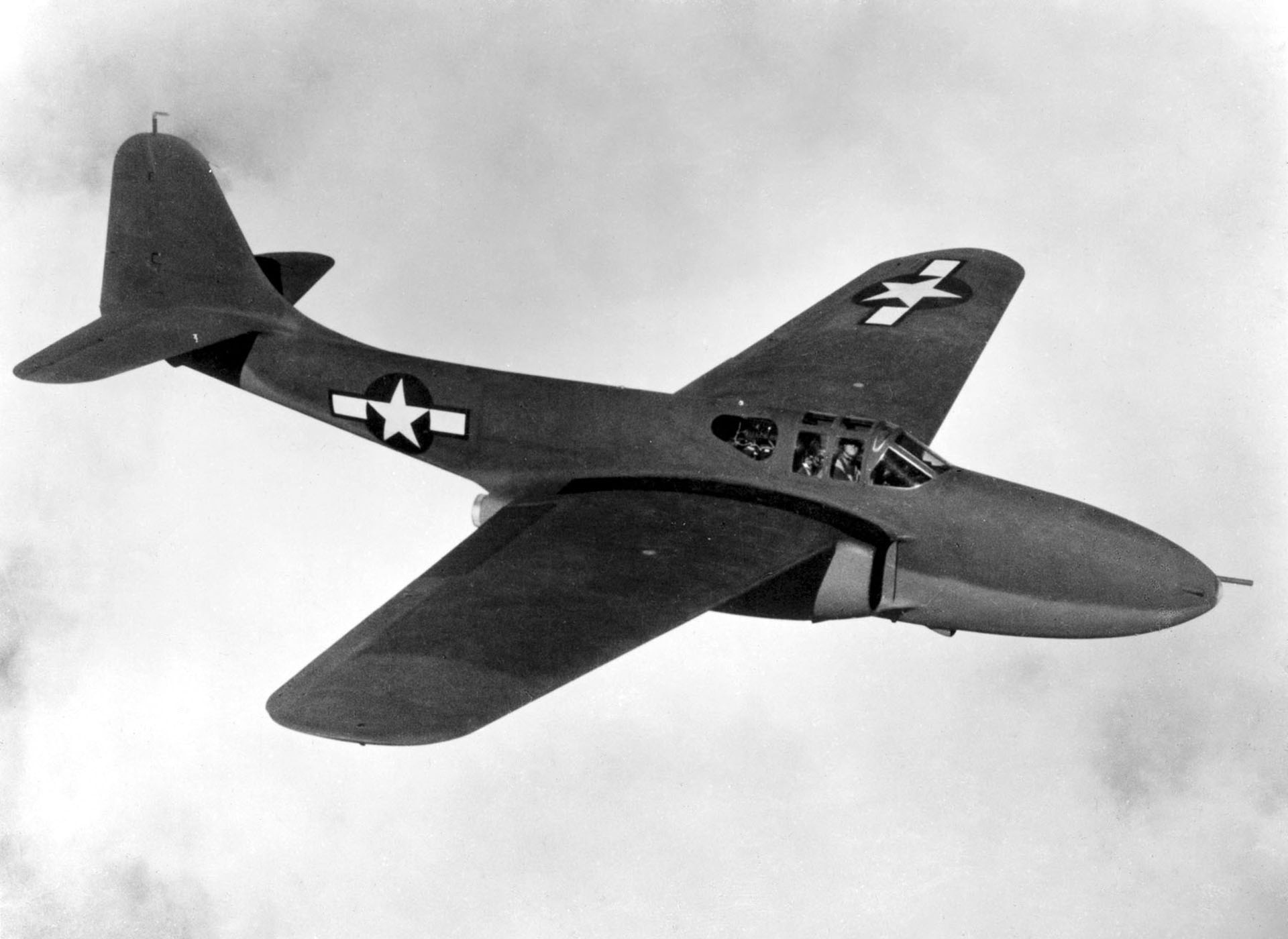
Bell YP–59A repülés közben

- Legnagyobb felszálló tömeg: 5760 kg
- Hajtómű: 2 db General Electric J31 I–A gázturbinás sugárhajtómű
- Tolóerő: 8,9 kN
- Legnagyobb sebesség: 664 km/h
- Hatótáv: 386 km
- Csúcsmagasság: 14 080 m
- Emelkedési sebesség: 16,26 m/s
- Fegyverzet:

1 x 37 mm gépágyú
3 x 12,7 mm géppuska

## Fordítás
- Ez a szócikk részben vagy egészben  a   Bell P-59 Airacomet című angol Wikipédia-szócikk ezen változatának fordításán alapul.  Az eredeti cikk szerkesztőit annak laptörténete sorolja fel. Ez a jelzés csupán a megfogalmazás eredetét és a szerzői jogokat jelzi, nem szolgál a cikkben szereplő információk forrásmegjelöléseként.